# X-39
X-39 is de benaming die gebruikt wordt in het Future Aircraft Technology Enhancements (FATE) programma. In het Nederlands staat dit voor "Toekomstige verbeteringen in vliegtuigtechnologie". Dit project wordt uitgevoerd bij het 'Air Force Research Laboratory' (AFRL) en het 'Defense Advanced Research Projects Agency' (DARPA).
In die zin is X-39 dus nog niet in gebruik, voor zover bekend, voor een bepaald X-vliegtuig.
X-1 · X-2 · X-3 · X-4 · X-5 · X-6 · X-7 · X-8 · X-9 · X-10 · X-11 · X-12 · X-13 · X-14 · X-15 · X-16 · X-17 · X-18 · X-19 · X-20 · X-21 · X-22 · X-23 · X-24 · X-25 · X-26 · X-27 · X-28 · X-29 · X-30 · X-31 · X-32 · X-33 · X-34 · X-35 · X-36 · X-37 · X-38 · X-39 · X-40 · X-41 · X-42 · X-43 · X-44 · X-45 · X-46 · X-47 · X-48 · X-49 · X-50 · X-51 · X-53 · X-57 ·  X-59